# 謝爾 (加利福尼亞州)
謝爾（英語：Shell）是位於美國加利福尼亞州金斯縣的一個非建制地區。該地的面積和人口皆未知。

## 地理
謝爾的座標為36°19′24″N 119°37′32″W / 36.32333°N 119.62556°W，而該地的平均海拔高度為90米（即295英尺）。